# Erioscyphella
Erioscyphella is een geslacht van schimmels uit de familie Lachnaceae.

## Soorten
Volgens Index Fungorum telt het geslacht tien soorten (peildatum april 2023):
| Soortnaam                  | Auteur(s)                                                   | Publicatiejaar |
| -------------------------- | ----------------------------------------------------------- | -------------- |
| Erioscyphella abnormis     | (Mont.) Baral, Šandová & B. Perić                           | 2015           |
| Erioscyphella alba         | Ekanayaka & K.D. Hyde                                       | 2019           |
| Erioscyphella aseptata     | Ekanayaka & K.D. Hyde                                       | 2019           |
| Erioscyphella bambusina    | (Bres.) Kirschst.                                           | 1938           |
| Erioscyphella brasiliensis | (Mont.) Baral, Šandová & B. Perić                           | 2015           |
| Erioscyphella curvispora   | B. Perić & Baral                                            | 2015           |
| Erioscyphella euterpes     | (S.A. Cantrell & J.H. Haines) Guatim., R.W. Barreto & Crous | 2016           |
| Erioscyphella lunata       | (W.Y. Zhuang & Spooner) B. Perić & Baral                    | 2015           |
| Erioscyphella lushanensis  | (W.Y. Zhuang & Zheng Wang) Guatim., R.W. Barreto & Crous    | 2016           |
| Erioscyphella sclerotii    | (A.L. Sm.) Baral, Šandová & B. Perić                        | 2015           |